# Westensee
Der Westensee (Höhe 6 m ü. NHN) befindet sich im Amt Achterwehr im Kreis Rendsburg-Eckernförde. Er ist der fünftgrößte See Schleswig-Holsteins und wird als kalkreicher Tieflandsee mit relativ großem Einzugsgebiet, ohne ausgeprägte Temperaturschichtung charakterisiert. Mit seiner Lage zwischen den Städten Kiel und Rendsburg bildet er das Zentrum des Naturparks Westensee. Er entwässert über Schleswig-Holsteins größten Fluss, die Eider, und erreicht über den Achterwehrer Schifffahrtskanal auch den Nord-Ostsee-Kanal.

## Beschreibung
Der Westensee hat sich am Ende der letzten Eiszeit, der Weichsel-Eiszeit, als Zungenbecken gebildet. Toteis und Aushub durch den Gletscher haben die Kammerung des Seebeckens bewirkt. Das Becken ist von Wällen hoher Endmoränenzüge umgeben. Im Süden wird es durch den Tüteberg (Höhe 88 m ü. NHN) begrenzt.
Der Bau des Nord-Ostsee-Kanals am Ende des 19. Jahrhunderts führte zu einer Senkung des Wasserspiegels des Sees um etwa 75 cm. In vielen Uferbereichen ist die ehemalige Uferkante noch erkennbar. Die durch die Absenkung trockengefallenen Bereiche sind heute meist sumpfig und mit Bruchwald bewachsen. Insbesondere der nahe liegende Torfsee ist dadurch heute vollständig verschwunden.
Der Westensee wird als Freizeitgewässer genutzt, wobei Motorfahrzeuge nicht zugelassen sind. Die Nutzung durch nichtmotorisierte Sportboote ist reglementiert. Man darf den See im Verlauf der Eider durchqueren, muss aber für Fahrten im See entweder in einer Anrainergemeinde wohnen oder eine Benutzungsgebühr entrichten. Der See verfügt über Badestellen in den Orten Westensee, Hohenhude, Wrohe und Wulfsfelde.
Die Gemeinde Westensee bietet am westlichen Ende des Westensee gegen Gebühr die Nutzung eines Grillplatzes mit Tischen, Bänken und einem überdachten Grill, inklusive WC-Anlage und Stromanschluss.